# نمسیس ۲: سحابی
نمسیس ۲: سحابی (به انگلیسی؛ Nemesis 2: Nebula) یک فیلم سینمایی آمریکایی در ژانر علمی تخیلی محصول سال ۱۹۹۵ میلادی که توسط آلبرت پایون کارگردانی شده‌است؛ که او همچنین فیلم سایبورگ (۱۹۸۹) را نیز کارگردانی کرده‌است. این فیلم دنباله نمسیس (۱۹۹۱) می‌باشد.

## بازیگران
- سوشی یریس در نقش الکس
- چاد استاهلسکی در نقش سحابی
- تینا کوت در نقش امیلی
- ارل وایت
- کارن استودیو به عنوان زانا
- شارون برونئو به عنوان لاک
- دبی موگلی به عنوان دیتکو
- Zachary Studer به عنوان جوانی الکس
- دیو فیشر به عنوان اسلو[۱][۲][۳]